# Seleção dos Estados Unidos de Voleibol Masculino Sub-19
A Seleção dos Estados Unidos de Voleibol Masculino Sub-19, também conhecida como Estados Unidos Sub-19, é a seleção dos Estados Unidos de voleibol formada por jogadores com idade inferior a 19 anos. A equipe é mantida pela USA Volleyball (USAV) e encontra-se na 3ª posição do ranking mundial da FIVB segundo dados de 4 de setembro de 2024.

## Resultados

### Jogos Olímpicos da Juventude
A Seleção dos Estados Unidos Sub-19 nunca participou dos Jogos Olímpicos da Juventude.

### Campeonato Mundial
| Campeonato Mundial Sub-19 | Campeonato Mundial Sub-19 | Campeonato Mundial Sub-19 |
| Ano                       | Sede                      | Classificação             |
| ------------------------- | ------------------------- | ------------------------- |
| 1995                      | San Juan                  | 7º                        |
| 1997                      | Teerã                     | 5º                        |
| 2007                      | Tijuana–Mexicali          | 15º                       |
| 2009                      | Bassano–Jesolo            | 10º                       |
| 2011                      | Almirante–Bahía Blanca    | 11º                       |
| 2013                      | Tijuana–Mexicali          | 16º                       |
| 2015                      | Corrientes–Resistência    | 7º                        |
| 2017                      | Rifa–Issa                 | 15º                       |
| 2019                      | Tunes                     | 15º                       |
| 2023                      | San Juan                  | 4º                        |
| 2025                      | Tasquente                 | 15º                       |

### Campeonato NORCECA
| Campeonato NORCECA Sub-19 | Campeonato NORCECA Sub-19 | Campeonato NORCECA Sub-19 |
| Ano                       | Sede                      | Classificação             |
| ------------------------- | ------------------------- | ------------------------- |
| 1998                      | República Dominicana      | 4º                        |
| 2002                      | República Dominicana      | 2º                        |
| 2006                      | República Dominicana      | 2º                        |
| 2008                      | Estados Unidos            | 1º                        |
| 2010                      | México                    | 2º                        |
| 2012                      | {{MEX}                    | 3º                        |
| 2014                      | Estados Unidos            | 1º                        |
| 2016                      | Cuba                      | 2º                        |
| 2018                      | Costa Rica                | 2º                        |
| 2024                      | Porto Rico                | 1º                        |

### Copa Pan-Americana
| Copa Pan-Americana Sub-19 | Copa Pan-Americana Sub-19 | Copa Pan-Americana Sub-19 |
| Ano                       | Sede                      | Classificação             |
| ------------------------- | ------------------------- | ------------------------- |
| 2011                      | Mexicali                  | 3º                        |
| 2022                      | Cidade da Guatemnala      | 1º                        |
| 2023                      | Cidade da Guatemnala      | 1º                        |
| 2025                      | Cuernavaca                | 1º                        |